# 欧州特許弁理士
欧州特許弁理士（European Patent Attorney、EPA）は、欧州特許庁に手続代理できる、欧州特許条約（EPC）に基づいて定められた資格である。

## 概要
欧州特許弁理士（European Patent Attorney、EPA）は、欧州特許条約（EPC）に基づいて定められている資格であって、欧州特許庁に手続代理できる職業代理人である。したがって、欧州特許庁以外の各国における手続代理、その他の業務に関しては、欧州特許代理人が活動する国の国内法によって定められる。2005年現在、欧州特許庁に対して手続代理できる職業代理人は約8,500人/である。この大半は欧州特許弁理士であるが、近年EPCに加盟した国に対しては経過措置としてEPA資格を有さない者による代理が認められているため、EPA資格を有さない者が少数含まれる。
参考：epi online - European Patent Institute

## 業務範囲
欧州特許代理人が可能な業務は、EPCの規定上は、欧州特許庁に対する手続代理のみである。これ以外の相談、鑑定、交渉、ライセンス契約作成等の業務が可能かどうかは加盟国の国内法の問題である。
欧州特許代理人以外の者がEPOに対する手続の職業代理を行うことは原則として認められておらず、欧州特許代理人の専権事項である（EPC第134条第1項）。EPC加盟国以外の出願人の場合は、職業代理人による手続代理が強制されている（EPC第133条第2項）が、それ以外の者は職業代理人による手続代理は強制されない（EPC第133条第1項）。

## 資格の取得
- 弁理士試験の内容（3日間）
  - 試験科目（規則3.1 第13条、規則3.7「試験回答のための受験者への指示」）
    - 試験A：EP出願のクレーム等の作成（化学と機械・電気の2分野）（3.5時間）
    - 試験B：引用先行技術に対する応答書の作成（化学と機械・電気の2分野）（4時間）
    - 試験C：欧州特許の異議申立書の作成（6時間）
    - 試験D：Part I：法的な質問（3時間）、Part II：具体的な事例における法的評価（4時間）

  - 試験言語（規則3.1 第15条）

試験問題は公用語（英独仏）の3カ国語で出題され、受験者は英独仏の最低3カ国語ができなければならない。ただし、試験登録時に申請すれば、公用語以外の加盟国の言語で回答可能である。
- 受験資格
  - 弁理士試験の受験資格を取得するには、以下の2要件を満たす必要がある（「欧州特許代理人試験受験資格に関する規則」）。
    - 科学・技術の大学レベルの資格を有することあるいはそれと同等の知識があることを証明すること。（規則3.1第10条）
    - 以下の実務経験についての要件の一つを満たすこと。（規則3.1 第10条）
      - 加盟国内で、欧州特許代理人の監督の下、欧州特許代理人の補助者として、3年以上の期間フルタイムで研修をしてきたこと。
      - 加盟国内で事業を行う自然人あるいは法人に雇用されて、欧州特許出願、欧州特許に関する広範囲の活動に携わり、雇用主の代理を3年以上の期間フルタイムで業務をしてきたこと。
      - 上記欧州特許代理人の直接の監督の下、欧州特許出願、欧州特許に関する広範囲の活動に携わり、その代理人の補助者として、3年以上の期間フルタイムで業務をしてきたこと。
      - EPO審査官として4年以上経験したこと。

参考：European qualifying examination

## European Patent Attorneyの日本語訳
European Patent Attorneyの語は、日本では、しばしば欧州特許弁護士とも訳されるが、欧州における権利行使その他の弁護士業務は各国ベースで行われており、欧州特許条約の加盟国域内で弁護士業務を行う職業は現時点では存在しないため、適切な訳ではない。ただし、欧州特許弁護士制度は、共同体特許条約（CPC）やEuropean Patent Litigation Agreement (EPLA)の実現によって将来的には創設される可能性がある。